# متحف الفنون التطبيقية
متحف الفن التطبيقي أو متحف الفنون التطبيقية (بالصربية: Музеј примењене уметности)‏ هو متحف فني في بلغراد، صربيا. يحتوي المتحف على أكثر من 37000 عمل فني تطبيقي، والتي تعكس تطور الفن التطبيقي على مدى 2400 عام. أقدم القطع الأثرية في المتحف هي عملات يونانية قديمة تعود إلى القرن الرابع قبل الميلاد.

## التاريخ
تأسَّس متحف الفنون التطبيقية عام 1950. في السنوات الأولى من وجود المتحف، اشترى المتحف مجموعة تضم أكثر من 3000 قطعة أثرية من ليوبا إيفانوفيتش، فنان.

## الإدارات
المتحف مقسم إلى سبعة أقسام مع مجموعات:
- قسم المعادن والمجوهرات
- قسم المنسوجات والملابس
- قسم أثاث وأخشاب الفترة
- قسم التصوير الفوتوغرافي وغرفة الطباعة
- قسم السيراميك والبورسلين والزجاج
- قسم الفن التطبيقي المعاصر
- قسم العمارة والعمران والتصميم المعماري

كما يضم المتحف خمسة أقسام متخصصة:
- دائرة التوثيق المركزية
- قسم الحفظ
- قسم التربية
- قسم الاتصال
- مكتبة

## معرض الصور

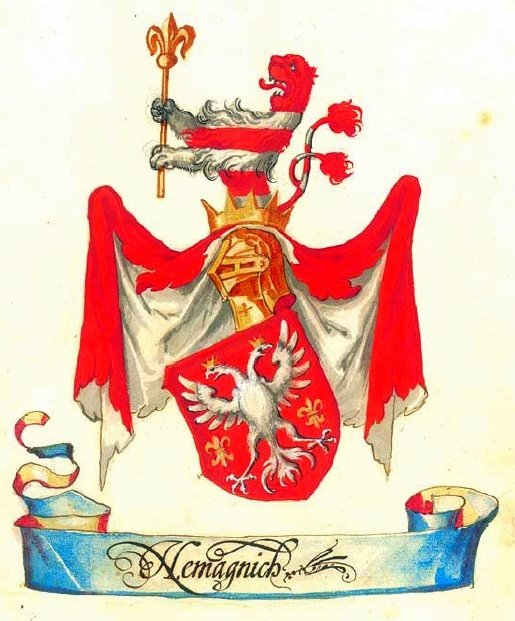
قسم التصوير الفوتوغرافي وغرفة الطباعة - شعار سلالة نيمانجيتش، شعار النبالة في بلغراد الثاني، أوائل القرن السابع عشر
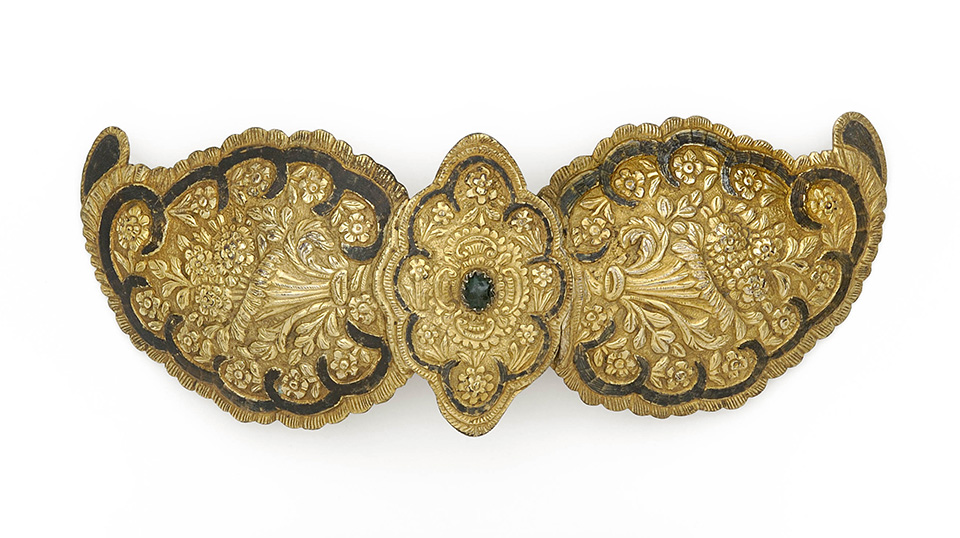
قسم المعادن والمجوهرات - بافت (مشبك الحزام)، أوائل القرن التاسع عشر
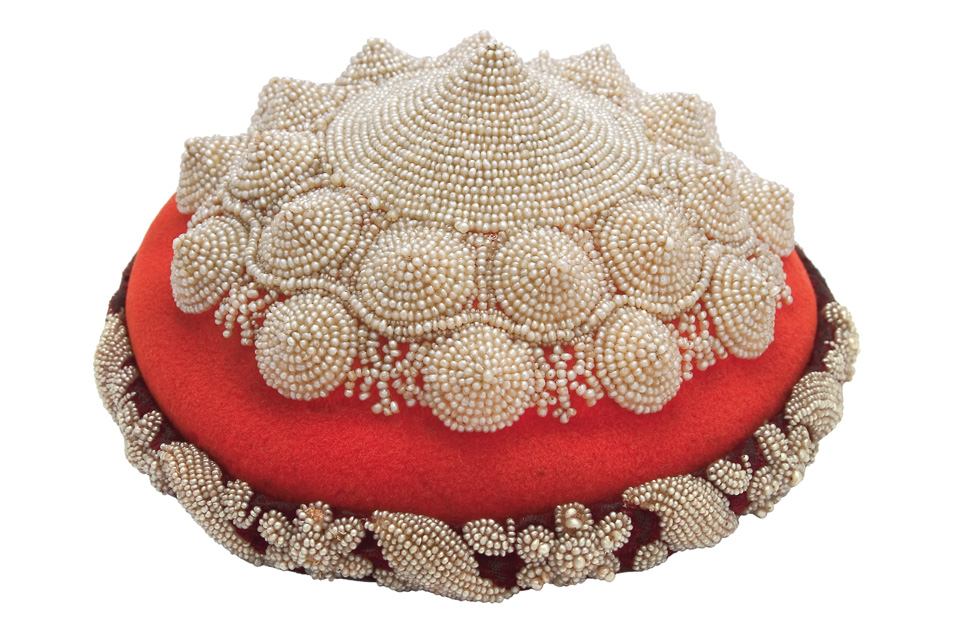
قسم المنسوجات والأزياء - تبيلوك (قبعة)، النصف الثاني من القرن التاسع عشر
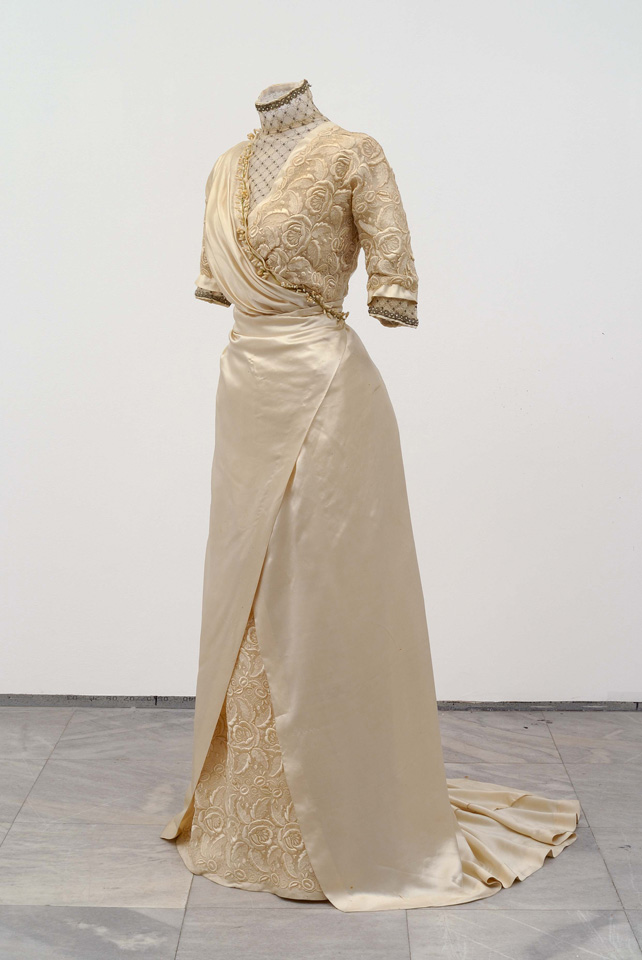
قسم المنسوجات والأزياء - فستان الزفاف، محل خياطة بيرتا الكالاج، بلغراد، 1911
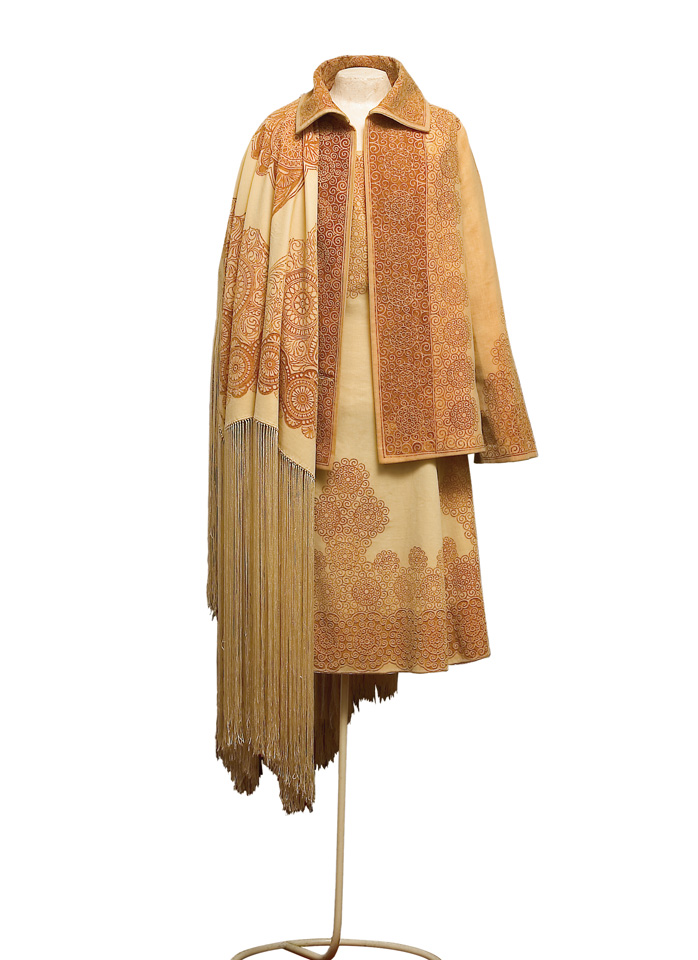
قسم الفن التطبيقي المعاصر - فرقة صممها دوشان يانكوفيتش، باريس 1927
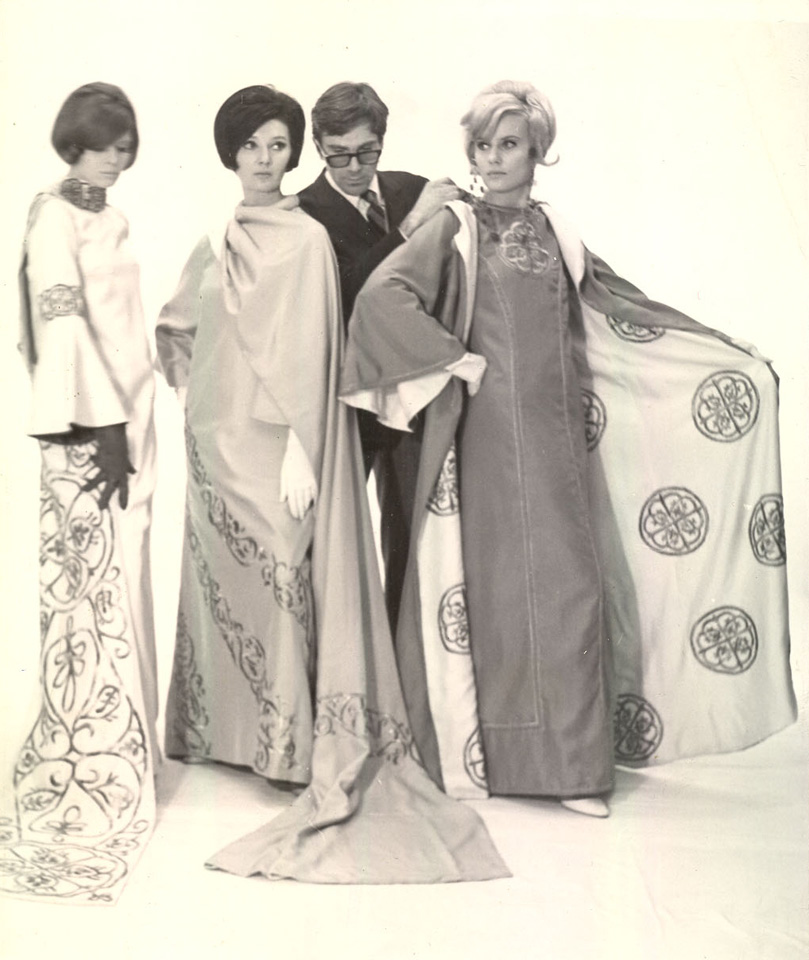
قسم الفن التطبيقي المعاصر - مصمم الأزياء ألكسندر جوكسيموفيتش مع عارضين يرتدون الفساتين من مجموعة Simonida، بلغراد 1967

## مجموعات بارزة
- شعار النبالة في بلغراد 2

## روابط خارجية
- الموقع الرسمي
- متحف الفن التطبيقي في بلغراد في Europeana
- متحف الفن التطبيقي في بلغراد. المكتبة الرقمية